# Calathea eburnea
Calathea eburnea är en strimbladsväxtart som beskrevs av Éduard-François André och Jean Jules Linden. Calathea eburnea ingår i släktet Calathea och familjen strimbladsväxter. Inga underarter finns listade.